# Station Hamburg-Tiefstack
Station Hamburg-Tiefstack (Haltepunkt Hamburg-Tiefstack, kort: Haltepunkt Tiefstack) is een spoorwegstation in het stadsdeel Rothenburgsort van de Duitse stad Hamburg. Het station is onderdeel van de S-Bahn van Hamburg aan de spoorlijn Hamburg Hauptbahnhof - Aumühle.

## Geschiedenis
Station Tiefstack werd op 7 mei 1842 als halte van de Hamburg-Bergedorfer Eisenbahn geopend. In het begin heette deze halte Ausschläger Weg. Rond 1900 bouwde de Preußische Staatseisenbahnen de spoorlijn op een verhoogde spoordijk, die vanaf een brug over het Tiefstackkanal in het oosten van het stadsdeel Rothenburgsort naar het noordwesten in de richting van het station Berliner Tor. Op deze lijn werden de haltes Tiefstack en Rothenburgsort geopend, die vanaf 1952 onderdeel zijn geworden van de S-Bahn van Hamburg.
Aan het begin van de negentiger jaren werd de lijn naar Berlijn opnieuw verlegd. Het station Tiefstack werd een stuk naar het noorden verschoven.

## Indeling
Het station telt één eilandperron met twee perronsporen. Langs het station lopen sporen van de doorgaande spoorlijn Berlijn - Hamburg. Ten noorden van het station ligt het rangeerstation van Tiefstack. Het perron is via een tunnel vanaf de straat Ausschläger Allee met een trap te bereiken. Het station is nog niet toegankelijk gemaakt door middel van een lift. Het station is sober ingericht met een paar abri's.

## S-Bahnlijnen
De volgende S-Bahnlijn doet het station Tiefstack aan:
| Serie | Treinsoort        | Route                                                                            | Bijzonderheden |
| ----- | ----------------- | -------------------------------------------------------------------------------- | -------------- |
|       | S-Bahn (DB Regio) | Altona – Dammtor – Hauptbahnhof – Berliner Tor – Tiefstack – Bergedorf – Aumühle |                |